# Gracjan z Kotoru
Gracjan z Kotoru (ur. 27 listopada 1438 w Mua w Kotorze, zm. 9 listopada 1508 w Murano) – czarnogórski augustianin (OSA) i błogosławiony Kościoła rzymskokatolickiego.

## Życiorys
Urodził się w 1438 roku. Przez 30 lat pracował jako rybak, potem wstąpił do zakonu św. Augustyna, gdzie pełnił różne posługi. 
Zmarł 9 listopada 1508 roku, po ciężkiej chorobie, mając 69 lat, w opinii świętości. 
Jego relikwie znajdują się w kościele Muo, gdzie się urodził. W 1643 roku Lazzerini opublikował jego biografię w języku włoskim. 
Gracjan został beatyfikowany przez papieża Leona XIII w 1889 roku.